# Escroquerie à la mort
Pour plus de détails, voir Fiche technique et Distribution.
Escroquerie à la mort (Deep Dark Secrets) est un téléfilm américain de Robert Michael Lewis, diffusé le 26 octobre 1987 sur le réseau NBC.

## Fiche technique
- Titre original : Deep Dark Secrets
- Titre français : Escroquerie à la mort
- Réalisation : Robert Michael Lewis
- Scénario : Nancy Sackett
- Décors : Peter Wooley
- Costumes : Christopher Ryan
- Photographie : Isidore Mankofsky
- Montage : Les Green
- Musique : Charles Fox
- Production : Marcy Gross, Ann Weston
  - Production déléguée : Charles W. Fries (en)
  - Production associée : Don Buday, Brenda Friend
- Société(s) de production : Gross-Weston Productions, Fries Entertainment
- Société(s) de distribution : NBC
- Pays d'origine : États-Unis
- Année : 1987
- Langue originale : anglais
- Format : couleur – 35 mm – 1,33:1 – mono
- Genre : drame, romance, thriller
- Durée : 90 minutes
- Dates de sortie : 
  -  États-Unis : 26 octobre 1987

## Distribution
- James Brolin : Michael Wakefield
- Melody Anderson : Julianne Wakefield
- Pamela Bellwood : Anna
- Morgan Stevens : Paul
- Joe Spano : Eric Lloyd
- Mona Abiad
- Drew Borland
- Beverley Elliott
- Jill Diane Filion
- Merrilyn Gann : Susan